# Madigan (serie televisiva)
Madigan  è una serie televisiva statunitense in 6 episodi trasmessi per la prima volta nel corso di una sola stagione dal 1972 al 1973. Deriva dal film Squadra omicidi, sparate a vista! (Madigan) del 1968.
È una serie del genere poliziesco incentrata sulle vicende del detective Daniel Dan Madigan (interpretato, sia nel film che nella serie, da Richard Widmark) che opera a New York. Madigan è un disilluso dalla vita e pratica la sua attività con metodi molto spartani. Con i suoi modi di fare, si isola da altri rapporti interpersonali che non siano quelli relativi alla sua professione.

## Produzione
La serie fu prodotta da Universal TV

### Cast
- Richard Widmark: sergente Dan Madigan (6 episodi, 1972-1973).
- Tom Adams: detective Jaqueta (2 episodi, 1972-1973).

#### Guest star
Tra le guest star: Tom Adams, Bruce Boa, Weston Gavin, Rossano Brazzi, Murray Hamilton, Nathan George, Marlene Warfield, Dennis Hines, Robert Moore, Cab Calloway, Joyce Walker, George Cole, Fiona Lewis, David Bauer, Bernard Archard, Arnold Diamond, Damien Thomas, Alfredo Varelli, Lois Markle, Ronny Cox, Tony Lo Bianco, Jennifer Harmon, James Sloyan, Charles Durning, Peter Vaughan, David de Keyser, Paul Humpoletz, John Larch, Rae Allen, Charles Cioffi.

#### Registi
Tra i registi sono accreditati:
- Alex March in 2 episodi (1972-1973)
- Jack Smight in 2 episodi (1972)
- Boris Sagal in 2 episodi (1973)

## Distribuzione
La serie fu trasmessa negli Stati Uniti dal 20 settembre 1972 al 28 febbraio 1973 sulla rete televisiva NBC. In Italia è stata trasmessa con il titolo Madigan.
Alcune delle uscite internazionali sono state:
- negli Stati Uniti il 20 settembre 1972 (Madigan)
- in Germania Ovest il 20 settembre 1975 (Sergeant Madigan)
- in Austria (Sergeant Madigan)
- in Francia (Madigan)
- in Spagna (Madigan)
- in Italia (Madigan)

## Episodi
| Stagione       | Episodi | Prima TV USA |
| -------------- | ------- | ------------ |
| Prima stagione | 6       | 1972-1973    |